# Legge di Duverger
La legge di Duverger rileva, in linea di principio, una sostanziale coincidenza tra i sistemi maggioritari a turno unico e il bipartitismo, sostenendo che "i paesi dualisti sono maggioritari e i paesi maggioritari sono dualisti". La scoperta di questa tendenza è attribuita a Maurice Duverger, un politologo francese, che osservò l'effetto e ne scrisse in diversi articoli pubblicati negli anni cinquanta e sessanta del XX secolo.
Giovanni Sartori ha successivamente rilevato che tale legge non è valida nei casi in cui esistano minoranze irriducibili e geograficamente concentrate, le quali sottrarrebbero seggi, in alcuni collegi, ai due partiti maggiori, impedendo potenzialmente la formazione di un governo guidato da un solo partito (come vorrebbe, fra l'altro, il sistema Westminster) e imponendo, quindi, un governo di coalizione.